# B'twin
B'twin è la marca del gruppo Decathlon dedicata al ciclismo. I prodotti B'twin sono venduti esclusivamente nei negozi Decathlon.

## Storia dell'azienda
Decathlon Cycle è stata fondata nel 1976, con l'obiettivo di rendere lo sport accessibile a un maggiore numero di persone. La prima bicicletta arrivò sul mercato 10 anni dopo, e nel corso degli anni furono progettate e sviluppate nuove biciclette per ampliare la gamma. Nel 1999 venne lanciata la bici tuttofare B'TWIN 5.
Nel 2006 Decathlon Cycle divenne ufficialmente nota come B'TWIN, e quattro anni dopo venne aperto il B'TWIN Village a Lilla.